# Il vecchio Sultano
Il vecchio Sultano (titolo tedesco: Der alte Sultan) è una fiaba tedesca contenuta nella raccolta Fiabe dei fratelli Grimm.

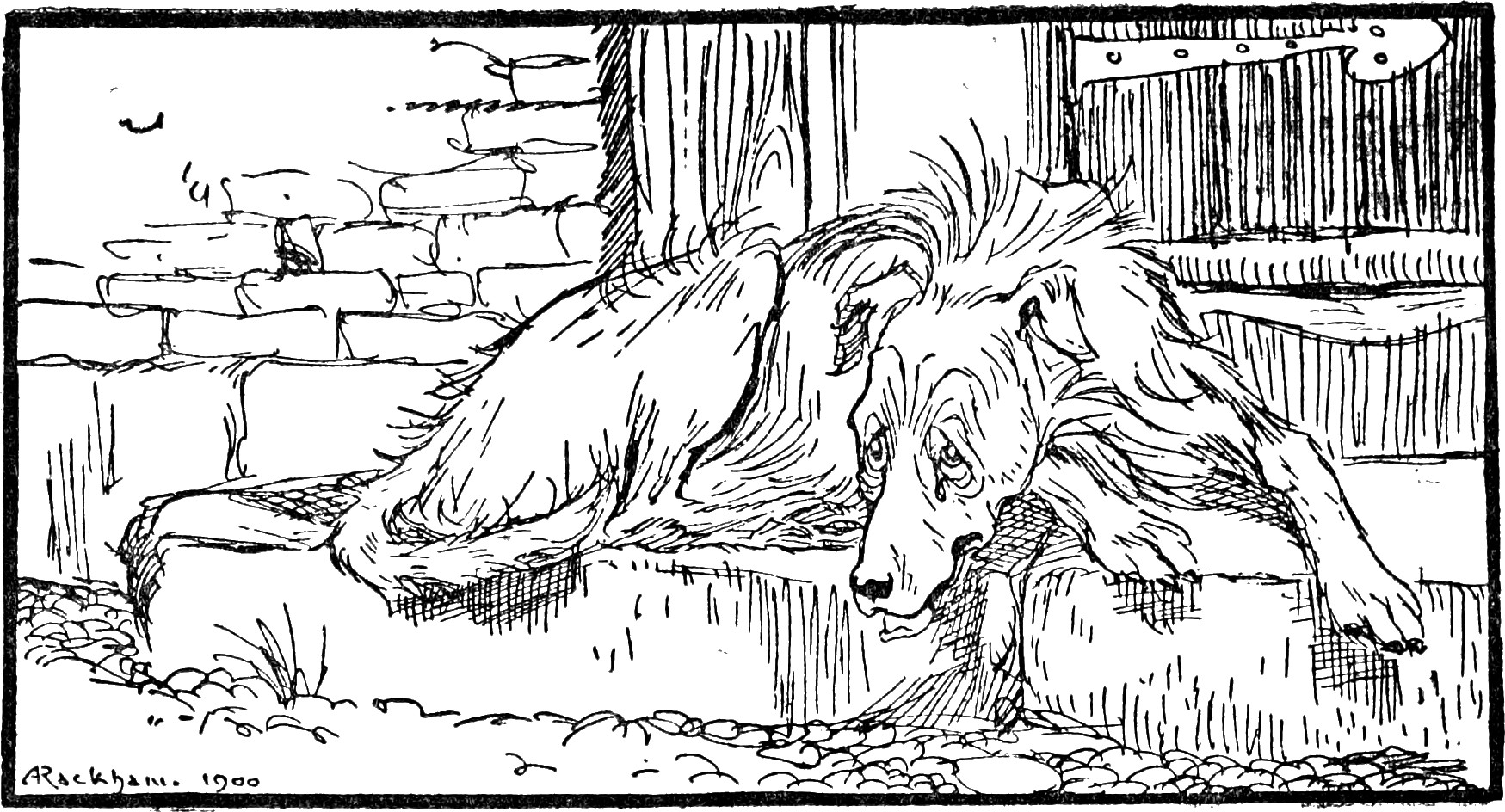
Il vecchio Sultano, illustrazione di Arthur Rackham da The Fairy Tales of the Brothers Grimm, 1909

## Trama
Sultano è il fedele cane di un contadino, ma ora è invecchiato. Un giorno il contadino dice alla moglie che lo avrebbe ucciso poiché ha perso la maggior parte dei suoi denti e sembra inutile come cane da guardia. Sua moglie lo prega di riconsiderare la cosa, dato che Sultano è stato loro fedele per molti anni, ma il contadino non ne vuole sapere. Sultano origlia la conversazione ed è molto turbato. Va quindi nel bosco per andare a trovare il lupo, suo buon amico, e gli racconta tutto. Il lupo ha un'idea per salvare la vita di Sultano e gli dice che avrebbe rapito il bambino dei contadini mentre erano a lavorare nei campi il giorno successivo, e Sultano lo avrebbe inseguito per riprenderselo. Vedendo il loro bambino tornato sano e salvo, il contadino e sua moglie gli sarebbero stati grati per tutta la vita e non lo avrebbero ucciso.
Il piano del lupo ha successo e il contadino è così grato a Sultano che ordina a sua moglie di preparargli una zuppa speciale per i suoi denti e dargli anche un cuscino speciale su cui dormire.
Successivamente il lupo va da Sultano e gli chiede se può chiudere un occhio mentre lui ruba una pecora come ricompensa per il suo aiuto. Sultano si rifiuta, dicendo che non può disobbedire al suo padrone, ma il lupo pensa che stia solo scherzando. Quella stessa notte, il lupo cerca di rubare una pecora dalla fattoria, ma Sultano avverte il contadino che lo scaccia. Furioso che Sultano lo abbia tradito dopo averlo aiutato, il lupo gli giura vendetta.
La mattina dopo, il lupo chiede ad un altro dei suoi amici, un cinghiale, di andare a informare Sultano che lo stesso lupo lo sfida a combattere nel bosco. Sultano accetta la sfida, ma riesce a trovare come compagno di supporto solo un gatto a tre zampe. Mentre il lupo e il cinghiale aspettano, vedono in lontananza la coda sollevata del gatto, e scambiandola per un fucile, si nascondono terrorizzati. Il cinghiale si nasconde sotto un cespuglio e una delle sue orecchie viene morsa dal gatto dopo che questo l'ha scambiata per un topo. Il cinghiale spaventato se la svigna e dice a Sultano e al gatto che colui che stanno cercando (il lupo) si è nascosto tra i rami di un albero.
I due lo esortano a scendere, e il lupo, pur provando vergogna per la figuraccia fatta, acconsente a fare la pace con Sultano e i due ritornano di nuovo ad essere amici.

## Classificazione
- KHM 48
- Sistema di classificazione Aarne-Thompson: tipo 101, The Old Dog as Rescuer of the Child, e tipo 103, War between Wild Animals and Domestic Animals.

## Adattamenti
- L'episodio 19 della serie televisiva giapponese di animazione Le fiabe son fantasia (Gurimu Meisaku Gekijō) del 1987 e prodotta da Nippon Animation,  è un adattamento della storia.
- Nella terza stagione di Simsalagrimm, viene adattata la fiaba nel quarto episodio, con un finale edulcorato (il lupo e Sultano non fanno pace) ma fedele nel resto dell'episodio.